# Friuli Isonzo Verduzzo friulano spumante
Il Friuli Isonzo Verduzzo Friulano spumante è un vino DOC la cui produzione è consentita nella provincia di Gorizia.

## Caratteristiche organolettiche
- colore: dorato più o meno carico.
- odore: caratteristico di fruttato
- sapore: asciutto, amabile o dolce di corpo leggermente tannico

## Produzione
Provincia, stagione, volume in ettolitri
- nessun dato disponibile